# Bezirksamtsgebäude (Pforzheim)
Das ehemalige großherzoglich-badische Bezirksamtsgebäude ist ein denkmalgeschütztes Gebäude in der Bahnhofstraße 22–26 in Pforzheim in Baden-Württemberg, Deutschland, von 1903. Stadtbildprägend ist vor allem der 42 m hohe Turm des Gebäudes. Es war zunächst Sitz des Bezirksamts, später Sitz der Polizeidirektion. Seit 1945 ist es Sitz des Landratsamt.

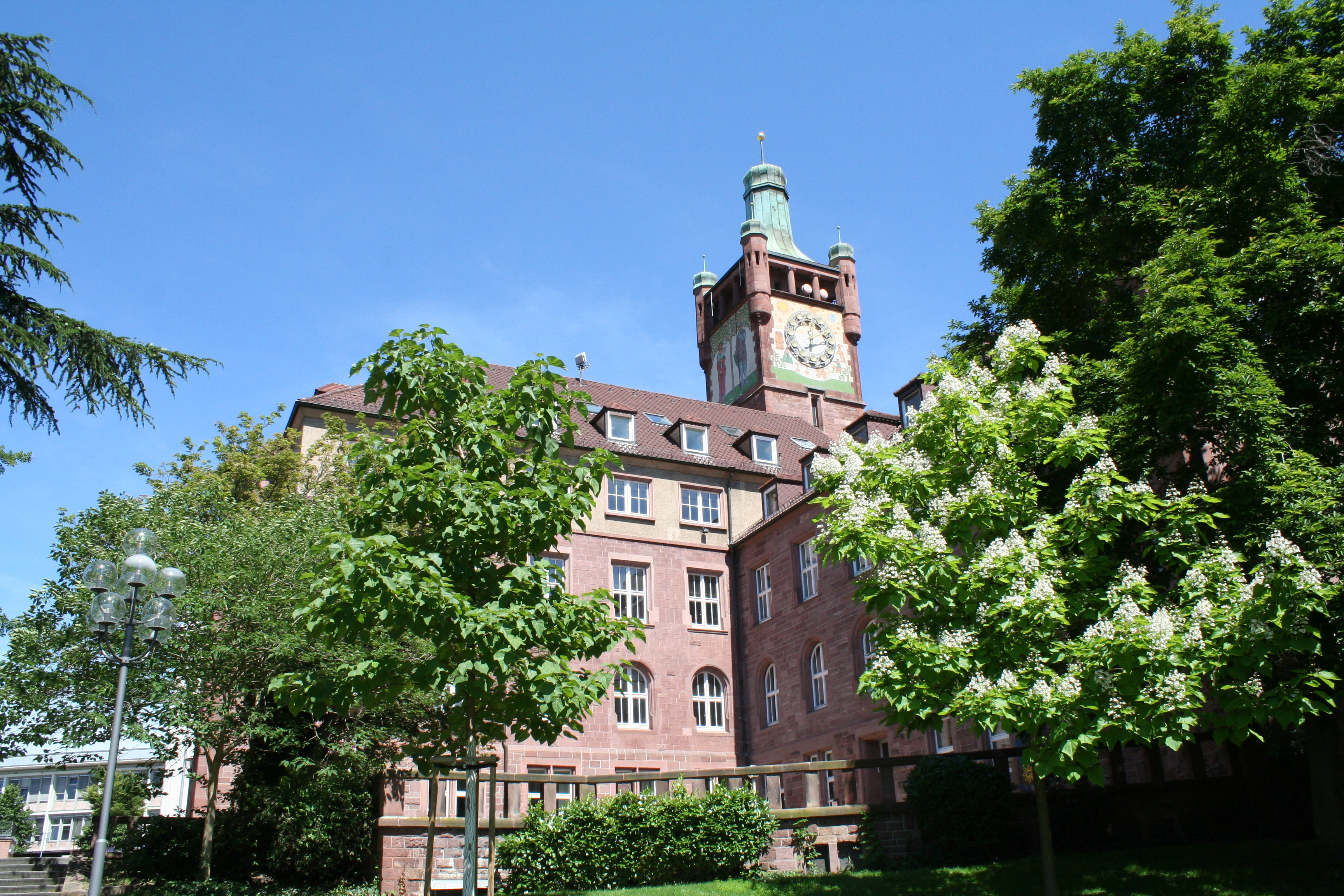
Pforzheim 2016

## Geschichte
Aufgrund von Platzmangel bestand bereits ab Ende des 19. Jahrhunderts der Wunsch, ein neues Bezirksamtsgebäude zu errichten. Entsprechend wurde ab 1901 mit den Bauarbeiten für ein neues Gebäude nach Plänen von Emil Lang begonnen, welche 1903 schließlich bevorzugen wurde. Nach den schweren Zerstörungen im Zweiten Weltkrieg wurde das Gebäude wiederaufgebaut und diente zunächst als Landratsamt des Landkreises Pforzheim und ist seit 1973 Sitz des Enzkreises. Bis 2017 war das Gebäude zudem Sitz der Pforzheimer Polizeidirektion.

## Architektur
Das Bezirksamtsgebäude wurde ursprünglich von 1901 bis 1903 im Jugendstil nach Plänen von Emil Lang errichtet. Beim Wiederaufbau nach schweren Kriegsbeschädigungen wurde das Gebäude unter Einbeziehung von Plänen von Heinrich Gremmelspacher historisierend rekonstruiert. Die Steinreliefs am Portus stammen von Adolf Sautter.
Der 42 m hohe neogotische Turm ist heute Wahrzeichen der Stadt. Er wurde 1961 bis 1962 nach Kriegszerstörungen wiedererrichtet und mit einem Dach aus Kupfer behelmt. Die farbigen Jugendstilbilder stammen von Hellmut Eichrodt. Im Turm befindet sich ein hallenartiges Treppenhaus, das auf drei Ebenen mit Farbglasfenster, die historische Bilder aus Pforzheim zeigen, ausgestattet. Bei der Innenausstattung waren Hermann Billing, Hellmut Eichrodt, Max Laeuger und Adolf Sautter.